# Antenne à balayage électronique passive

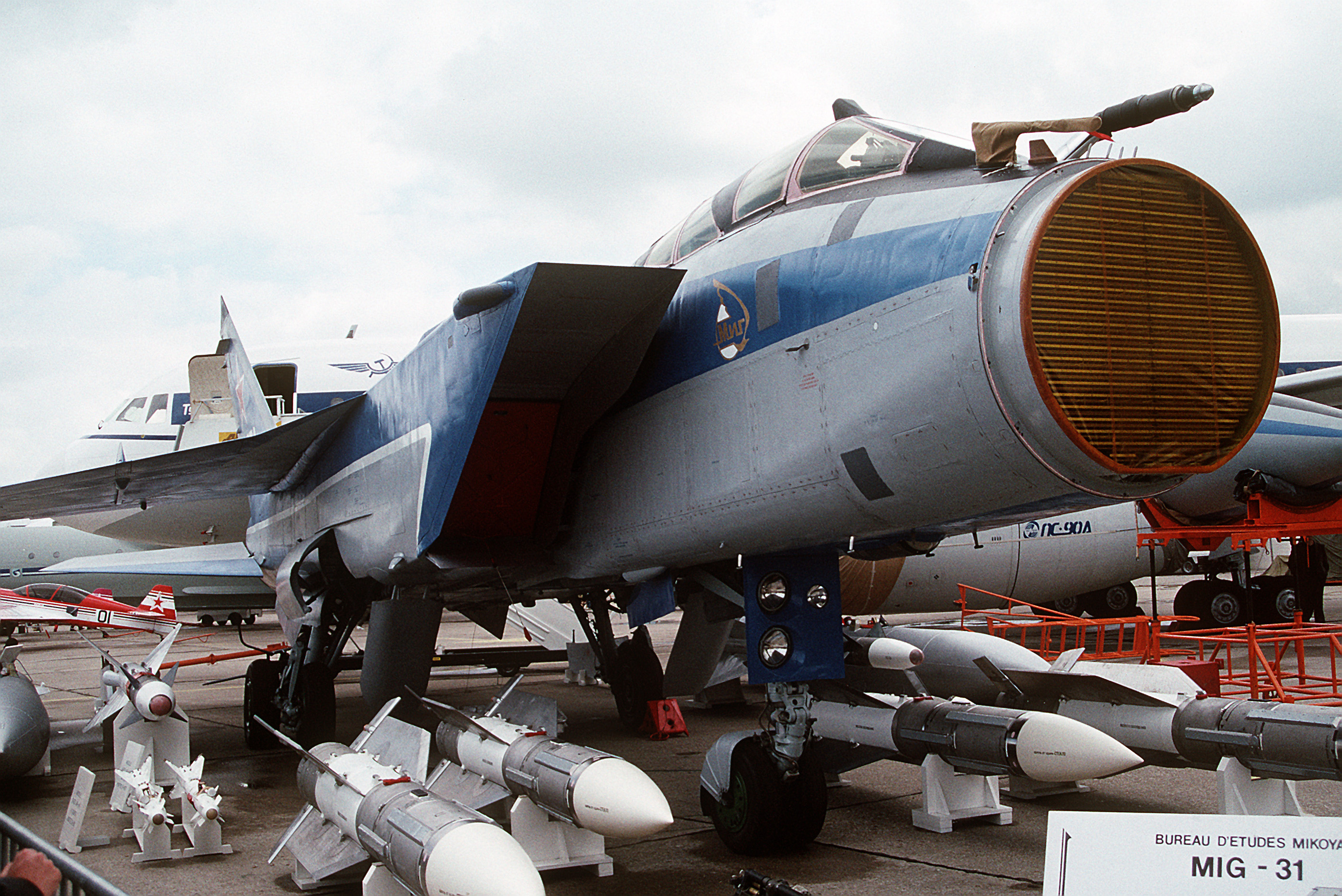
Antenne Zaslon passive du Mikoyan-Gourevitch MiG-31.

Une antenne à balayage électronique passive (PESA) est une antenne réseau à commande de phase comportant une seule source d'hyperfréquences centrale (telle qu'un magnétron, un klystron ou un tube à ondes progressives), dont l'énergie est distribuée dans les divers éléments émetteurs de l'antenne en passant par des déphaseurs pour permettre de former un faisceau orienté dans la direction désirée. Ceci contraste avec les dispositifs actifs à balayage électronique (AESA) qui ont une source séparée pour chaque élément émetteur/déphaseur. Un radar utilisant une PESA est donc plus simple à construire et la plupart des radars mondiaux, dont ceux pour les systèmes d'atterrissage des aéroports, sont de ce type.

## Principe
Les systèmes radar traditionnels fonctionnent en connectant une antenne à un émetteur radio puissant, par un duplexeur, pour émettre une courte impulsion hyperfréquence. Le duplexeur connecte ensuite l'antenne à un récepteur sensible qui amplifie tous les échos des cibles. En mesurant le temps qu'il faut pour le signal de retour, le récepteur radar peut déterminer la distance à l'objet. Le récepteur envoie alors la sortie résultante à un affichage d'une certaine sorte. Les émetteurs sont généralement des klystrons ou des magnétrons et l'antenne un paraboloïde qui doit être déplacé physiquement pour balayer l'horizon.
À partir des années 1960, de nouveaux dispositifs à semi-conducteurs capables de retarder le signal de l'émetteur d'une manière contrôlée furent introduits. Cela conduisit au développement des antennes réseau à balayage électronique. Les antennes passives furent les première à être mises en marché parce qu'elle ne nécessitaient que de prendre le signal d'une source unique et de diviser le signal dans les divers guides d'ondes alimentant les centaines d'éléments émetteurs de l'antenne tout en passant dans un déphaseur. Les signaux des émetteurs distincts se chevauchent alors dans l'espace et selon le déphasage de chacun les motifs d'interférence sont contrôlés pour renforcer le signal dans certaines directions et former un faisceau directionnel. Les retards introduits par les déphaseurs sont facilement contrôlés électroniquement et permettent au faisceau d'être dirigé très rapidement dans la direction voulue sans déplacer l'antenne.

## Alimentation
Le signal est généralement envoyé aux éléments de l'antenne par un circuit. Il s’agit de l’amener aux éléments individuels grâce à un guide d'ondes ou une ligne à ruban équilibrée. L’alimentation aérienne, ou quasi-optique, est un autre moyen qui utilise un cornet d'alimentation dirigé vers l’antenne. Le signal est capté par chaque élément transmetteur et réémis après modification de la phase pour orienter le faisceau dans la direction désirée.
L’alimentation peut se faire en série en joignant les éléments radiants à intervalles réguliers le long d’un guide d’ondes dans lequel le signal se propage. Le guide d’ondes peut déboucher au centre de la série et ainsi les unités seront alimentées séquentiellement de part et d’autre du centre. La phase de l’onde arrivant à chaque unité de transmission varie avec la distance parcourue et la fréquence utilisée. Le déphasage tout le long du guide d’alimentation doit être calculé afin de bien ajuster les déphaseurs.
L’alimentation peut être parallèle, le signal et sa puissance sont divisés par une série de guides d’ondes alimentés au centre pour former un arbre de répartition. Chaque élément de transmission dans cette configuration est alimenté par un signal ayant parcouru la même distance et tous les éléments sont donc exactement en phase. La variation de fréquence n’a aucun effet sur la phase entre les éléments radiants dans ce cas.
L’alimentation aérienne se fait par un cornet mis à un point focal très éloigné, le front d’onde arrivant sur les éléments radiants est presque parallèle à la surface de l’antenne ce qui donne une alimentation quasi-parallèle de ceux-ci. Le cornet d’émission peut se trouver derrière l’antenne et les éléments radiants captent l’onde pour la réémettre vers l’avant. Cette position ne crée donc pas d’obstruction au signal de l’antenne. Le cornet peut être aussi placé devant l'antenne ce qui laisse de la place derrière celle-ci pour installer les déphaseurs. Le signal reçu par les éléments radiants est traité pour générer le faisceau radar qui repasse en partie par le cornet qui peut interférer avec l’onde d’alimentation pour donner une onde stationnaire entre l’antenne et le cornet.

## Avantage
Un PESA peut analyser un volume d'espace beaucoup plus rapidement qu'un système mécanique traditionnel. Grâce aux progrès de l'électronique, il est maintenant possible de produire plusieurs faisceaux en même temps ce qui leur permet de continuer à surveiller le ciel entier tout en suivant certaines cibles ou de guider des missiles à radar semi-actif. Ce type d'antenne s'est répandu rapidement sur les navires et les emplacements fixes durant les années 1960, puis sur les radars aéroportés avec la miniaturisation de l'électronique.

## Exemples d'utilisation
- Système de combat Aegis
- An-APY-7 du Northrop Grumman E-8 Joint STARS
- Anemone (radar) Dassault Électronique
- ARTHUR
- RBE2 (Dassault Rafale)